# Berkes
Berkes (románul: Borzești, 1922-ig Berchiș) falu Romániában, Erdélyben, Kolozs megyében.

## Fekvése
Tordától húsz kilométerre nyugat–délnyugatra, a Torockói-hegység északi részén fekszik.

## Nevének eredete
1351-ben Berkes, 1505-ben Beerkees, 1824-ben Berkis, 1850-ben Birtyis, 1854-ben Berkesz alakban írták. Mai román nevét a helyben gyakori Borza családnév után kapta.

## Története
A középkorban Jára várának tartozéka volt. Torda, 1876 után Torda-Aranyos vármegyéhez tartozott. Alsójárai Szarkadi István Mansar Petru és Lito Mihai jobbágytelkét 1502-ben elzálogosította Szentmihályi Gergely diáknak.
1850-ben 442 görögkatolikus román lakosa volt.
2002-ben 73 lakosából 63 volt román, 6 magyar és 4 cigány nemzetiségű; 60 ortodox vallású.

## Nevezetességek
- A Berkesi-patak 400 méter hosszúságú mészkőszorosa, több 5-8 méteres vízeséssel.
- A Mihály és Gábriel arkangyaloknak szentelt ortodox temploma a 18. században épült.

## Híres emberek
A faluból származott Alexandru Borza botanikus.

## Jegyzetek

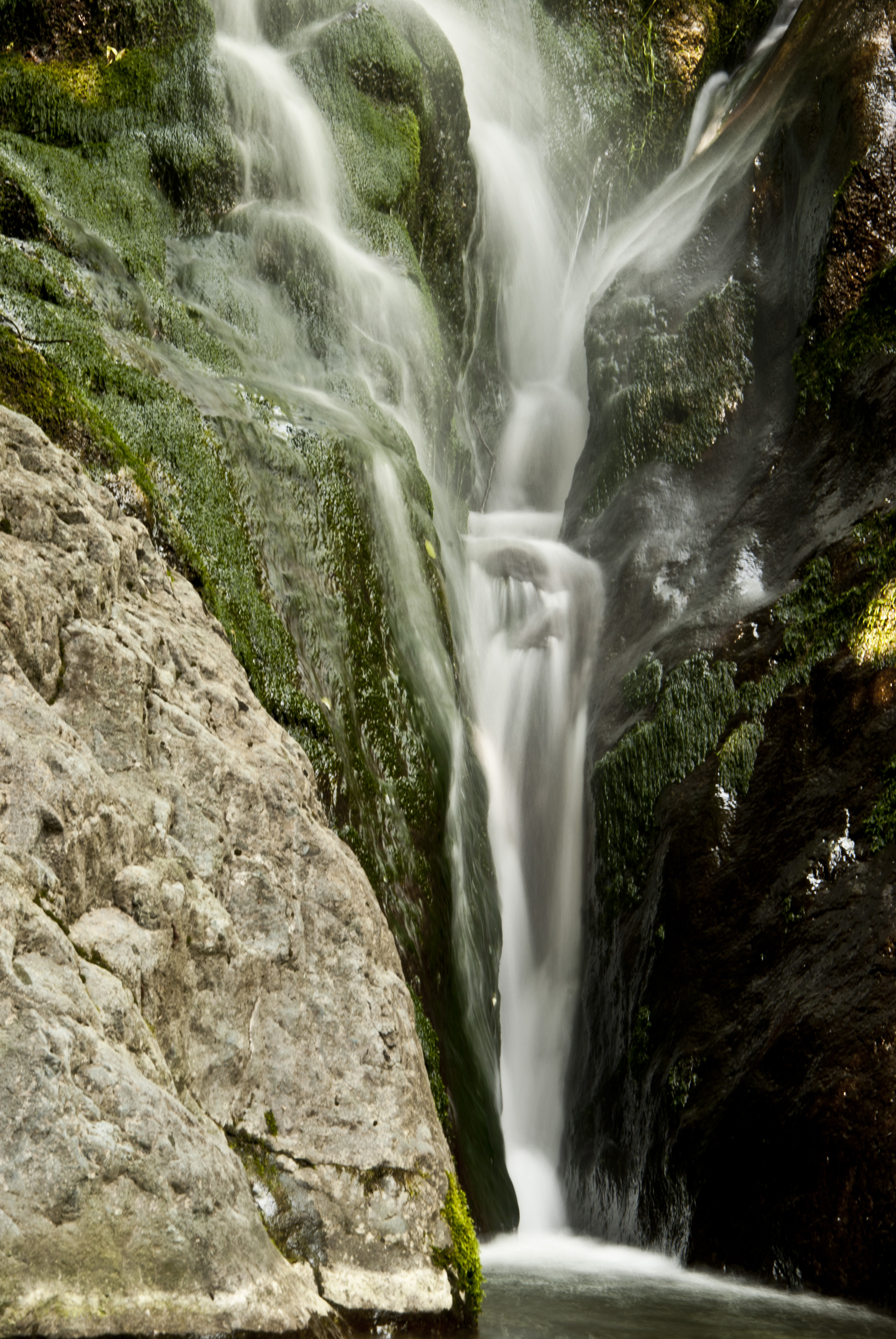
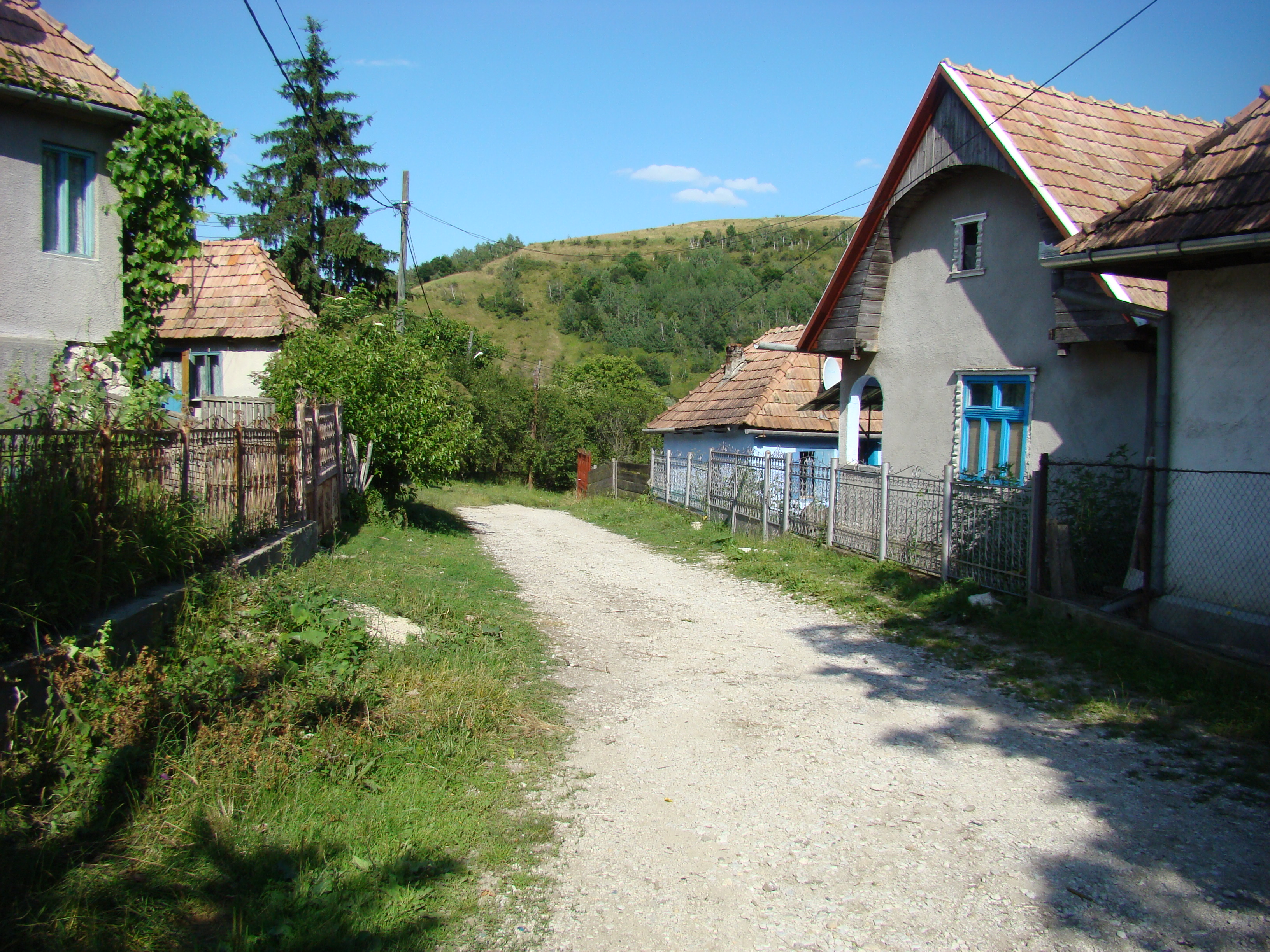